# غاوتشو (لاعب كرة قدم)
غاوتشو (بالبرتغالية: Luís Carlos Tóffoli‏) هو لاعب كرة قدم ومدرب كرة قدم برازيلي في مركز الهجوم، ولد في 7 مارس 1964 في بورتو أليغري في البرازيل، وتوفي في 17 مارس 2016 في ساو باولو في البرازيل بسبب سرطان البروستاتا. لعب مع أتلتيكو غويانيينسي وأتلتيكو مينيرو وبوكا جونيورز وسانتو أندريه وطوكيو فيردي وغريميو بورتو أليغرينزي ونادي بالميراس ونادي بونتي بريتا ونادي فلامنغو ونادي فلومينينسي ونادي ليتشي.